# Lasiodiscus
Lasiodiscus es un género de plantas pequeñas en la familia Rhamnaceae, endémica de África y sus islas adyacentes. Los pequeños árboles tienen hojas opuestas, con frecuencia asimétricas. Estos generalmente crecen en el sotobosque de las selvas tropicales, o alternativamente en los pantanos forestales. Una especie está limitada al sotobosque de montaña. Lasiodiscus es morfológicamente similar a Colubrina pero análisis moleculares fracasaron en agruparlos como parientes cercanos.
Hay 9 especies:
- Lasiodiscus chevalieri Hutch.
- Lasiodiscus fasciculiflorus Engl.
- Lasiodiscus holtzii Engl.
- Lasiodiscus mannii Hook. (África central)
- Lasiodiscus marmoratus C.H. Wright
- Lasiodiscus mildbraedii Engl. (Trópico de África, localmente a lo largo de la costa este de África desde Sudáfrica)
- Lasiodiscus pervillei Baill. (África, Madagascar, Mauricio, Reunión y Comores)

L. p. pervillei (extendido en Madagascar)
L. p. ferrugineus (Verdc.) (localmente en África Oriental, Vulnerable)
- Lasiodiscus rozeirae A.W. Exell (Isla de Santo Tomé, Golfo de Guinea, Vulnerable)
- Lasiodiscus usambarensis Engl. (Montañas Usambara, localmente en Zimbabue)